# Cerussit
Cerussit, auch unter seiner bergmännischen Bezeichnung Weißbleierz bekannt, ist ein häufig vorkommendes Mineral aus der Mineralklasse der „Carbonate und Nitrate“ mit der chemischen Zusammensetzung Pb[CO3] und ist damit chemisch gesehen Blei(II)-carbonat.
Cerussit kristallisiert im orthorhombischen Kristallsystem und entwickelt meist prismatische, plattige oder pyramidale Kristalle, aber auch feinkörnige bis derbe, büschelige, gerüstartige und pulvrige Mineral-Aggregate. Durch Zwillingsbildung entstehen zudem pseudohexagonale Kristallformen mit oft gitterartiger Struktur.
In reiner Form ist Cerussit farblos und durchsichtig. Durch vielfache Lichtbrechung aufgrund von Gitterbaufehlern oder polykristalliner Ausbildung kann er aber auch weiß erscheinen und durch Fremdbeimengungen eine hellgelbe, rauch- bis dunkelgraue oder schwarze Farbe annehmen, wobei die Transparenz entsprechend abnimmt. Seine Strichfarbe ist allerdings immer weiß.
Mit einer Mohshärte von 3 bis 3,5 gehört Cerussit zu den mittelharten Mineralen, die sich ähnlich wie das Referenzmineral Calcit noch mit einer Kupfermünze ritzen lassen.

## Etymologie und Geschichte
Bleicarbonat ist bereits seit der Antike bekannt, allerdings sind nur verschiedene Verwendungen des Minerals unter anderem als Kosmetika überliefert.
In der seit dem späten Mittelalter überlieferten Bergmannssprache waren verschiedene Bezeichnungen für das Bleikarbonat im Gebrauch, die sich überwiegend an der Farbe des Minerals orientierten. Eine erste Erwähnung des Minerals befindet sich in der Publikation De omni rerum fossilium genere von Conrad Gessner 1565, der das Mineral aus der italienischen Provinz Vicenza (Vicentino) nach dem lateinischen Wort cerussa benannte und ihm die deutsche Bezeichnung „Bleyweiß“ gab. Ebenfalls zu den frühen Erwähnungen gehört eine 1580 von Lazarus Ercker publizierte Schrift, in der er das Mineral als „weiß Pley ertz“ beschreibt.
Abraham Gottlob Werner unterschied 1809 den „lichten Bleispat“ bzw. das Weißbleierz von dem durch Beimengungen gefärbten dunklen Bleispat bzw. Schwarzbleierz. Friedrich Hausmann verkürzte diese Bezeichnungen 1813 in seinem Handbuch der Mineralogie wieder zu „Bleiweiß“ und „Bleischwärze“.
Den bis heute gültigen Namen Cerussit prägte schließlich Wilhelm von Haidinger in seinem 1845 veröffentlichten Handbuch der bestimmenden Mineralogie in Anlehnung an den lateinischen Ursprung cerussa.

## Klassifikation
In der veralteten 8. Auflage der Mineralsystematik nach Strunz gehörte der Cerussit zur gemeinsamen Mineralklasse der „Carbonate, Nitrate und Borate“ und dort zur Abteilung der „Wasserfreien Carbonate ohne fremde Anionen“, wo er zusammen mit Alstonit, Aragonit, Strontianit und Witherit sowie im Anhang mit Barytocalcit die „Aragonit-Reihe“ mit der „System-Nr. Vb/A.04“ bildete.
Im Lapis-Mineralienverzeichnis nach Stefan Weiß, das sich aus Rücksicht auf private Sammler und institutionelle Sammlungen noch nach dieser alten Form der Systematik von Karl Hugo Strunz richtet, erhielt das Mineral die „System- und Mineral-Nr. V/B.04-40“. In der Lapis-Systematik entspricht dies ebenfalls der Klasse der Carbonate, Nitrate und Borate und dort der Abteilung „Wasserfreie Carbonate [CO3]2− ohne fremde Anionen“, wo Cerussit zusammen mit Alstonit, Aragonit, Barytocalcit, Olekminskit, Paralstonit, Strontianit und Witherit die „Aragonit-Gruppe“ bildet (Stand 2018).
Die seit 2001 gültige und von der International Mineralogical Association (IMA) bis 2009 aktualisierte 9. Auflage der Strunz’schen Mineralsystematik ordnet den Cerussit in die verkleinerte Klasse der „Carbonate und Nitrate“ (die Borate bilden hier eine eigene Klasse), dort aber ebenfalls in die Abteilung der „Carbonate ohne zusätzliche Anionen; ohne H2O“ ein. Diese ist allerdings weiter unterteilt nach der Elementfamilie der beteiligten Kationen, so dass das Mineral entsprechend seiner Zusammensetzung in der Unterabteilung „Erdalkali- (und andere M2+) Carbonate“ zu finden ist, wo es nur noch zusammen mit Aragonit, Strontianit und Witherit die „Aragonitgruppe“ mit der „System-Nr. 5.AB.15“ bildet.
Auch die vorwiegend im englischen Sprachraum gebräuchliche Systematik der Minerale nach Dana ordnet den Cerussit wie die veraltete Strunz’sche beziehungsweise die Lapis-Systematik in die gemeinsame Klasse der „Carbonate, Nitrate und Borate“ und dort in die Abteilung der „Wasserfreie Carbonate“ ein. Hier ist er in der „Aragonitgruppe (Orthorhombisch: Pmcn)“ mit der „System-Nr. 14.01.03“ innerhalb der Unterabteilung „Wasserfreie Carbonate mit einfacher Formel A+CO3“ zu finden.

## Chemismus
In der (theoretisch) idealen, das heißt stoffreinen Zusammensetzung von Cerussit (PbCO3) besteht das Mineral aus Blei- (Pb) und Carbonat-Ionen (CO3)2− im Stoffmengenverhältnis von 1 : 1. Das Carbonat-Ion wiederum besteht aus einem Kohlenstoff- (C) und drei Sauerstoff-Atomen. Dies entspricht einem Massenanteil (Gewichts-%) der Elemente von 77,54 Gew.% Pb, 4,49 Gew.% C und 17,96 Gew.% O oder in der Oxidform 83,53 Gew.% PbO und 16,47 Gew.% CO2.
Innerhalb des Carbonatkomplexes herrscht kovalente Bindung (Atombindung) und zwischen dem Blei- und dem Carbonat-Ion Ionenbindung.
Gelegentlich kommen als Fremdbeimengungen geringe Zink- und Strontium-Gehalte vor.

## Kristallstruktur
Cerussit kristallisiert isotyp mit Aragonit in der orthorhombischen Raumgruppe Pmcn (Raumgruppen-Nr. 62, Stellung 5) mit den Gitterparametern a = 5,179(1) Å; b = 8,492(3) Å und c = 6,141(2) Å sowie vier Formeleinheiten pro Elementarzelle.
Die Kristallstruktur von Cerussit besteht aus planaren, dreieckigen und zweifach negativ geladenen Carbonat-Ionen (CO3)2−, die entlang der c-Achse versetzte Doppelschichten bilden. Zwischen diesen Doppelschichten folgt jeweils eine Schicht zweifach positiv geladener Pb2+-Ionen. Jedes Bleiatom ist von neun Sauerstoffatomen umgeben und bildet dadurch einen unregelmäßiges Koordinationspolyeder
| Kristallstruktur von Cerussit |
| - mit Blickrichtung parallel zur a-Achse - mit Blickrichtung parallel zur b-Achse - mit Blickrichtung parallel zur b-Achse - in der kristallographischen Standardausrichtung - Größerer Ausschnitt der Struktur als „Polyeder-Modell“ |
| Farbtabelle: _ Pb 0 _ C 0 _ O |

## Eigenschaften

### Morphologie
Cerussit gehört mit über 80 bekannten Kristallformen und rund 400 Kombinationen zu den formenreichsten Mineralen. Vorherrschend sind unter anderem prismatische und tafelige Formen nach {010} und {001}, pyramidale Formen nach {111} und {021} sowie Kombinationen nach {011} und {110}. Des Weiteren sind verschiedene Zwillingsformen bekannt.

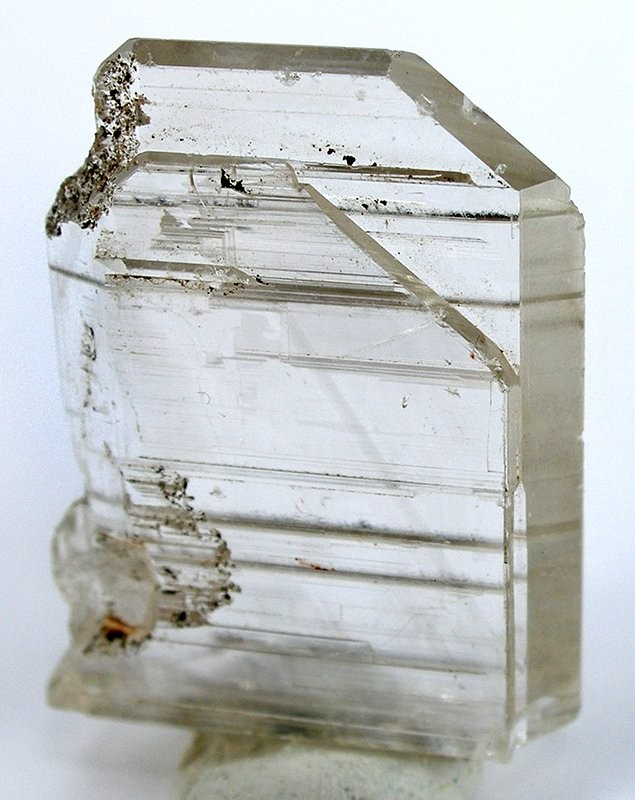
tafelig mit {001} und {010}
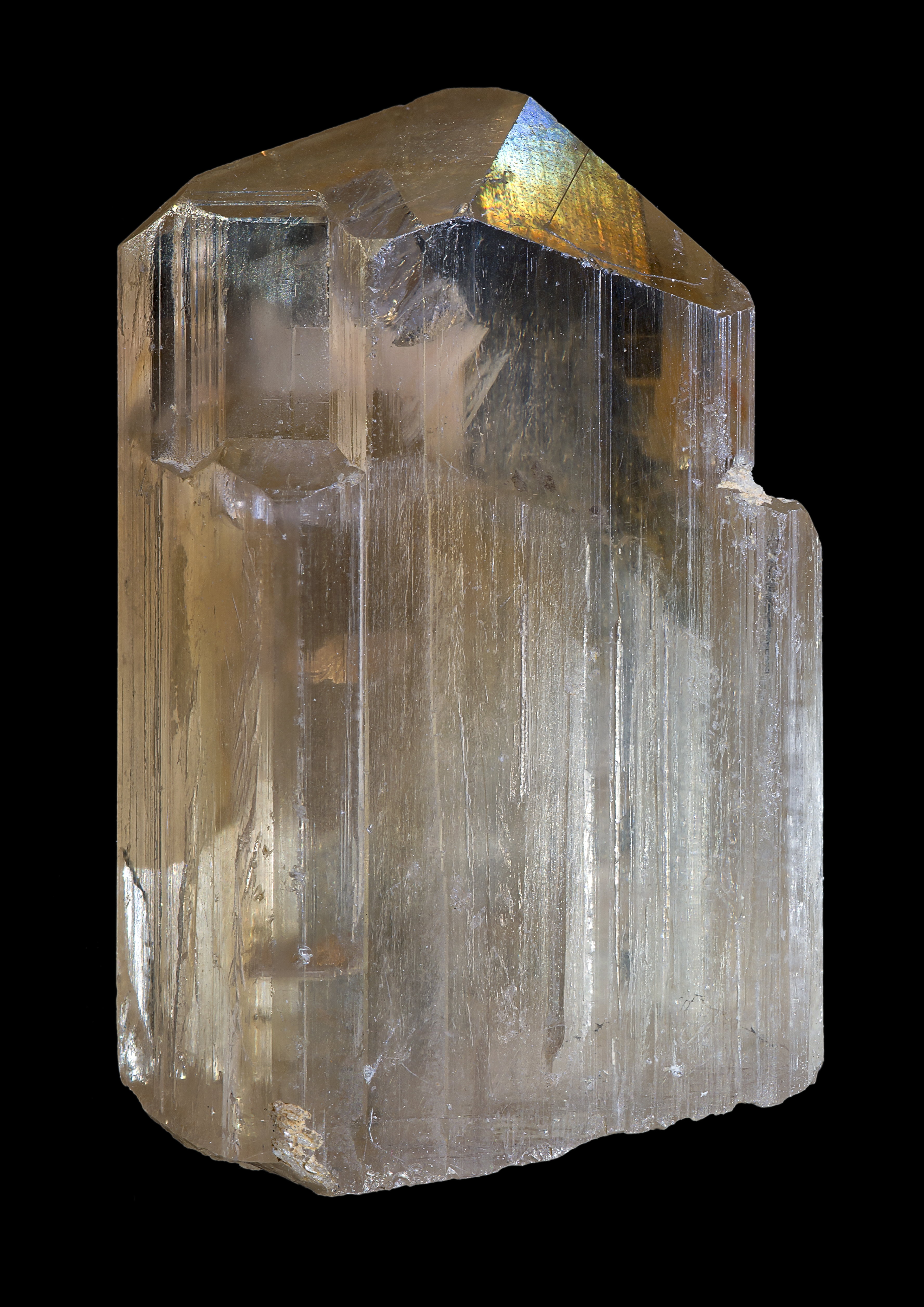
prismatisch mit {010} und {110}
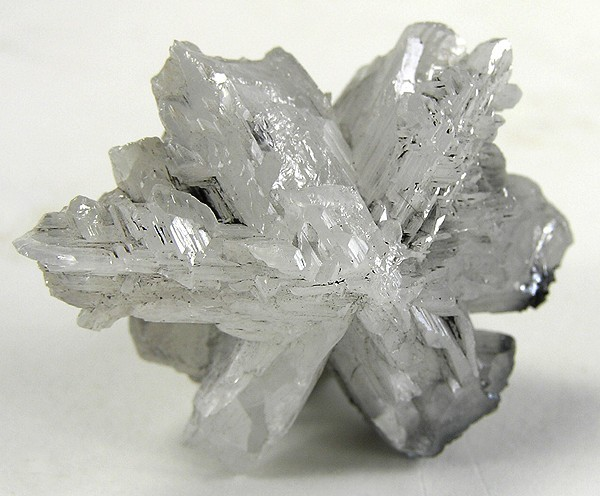
Sechsling
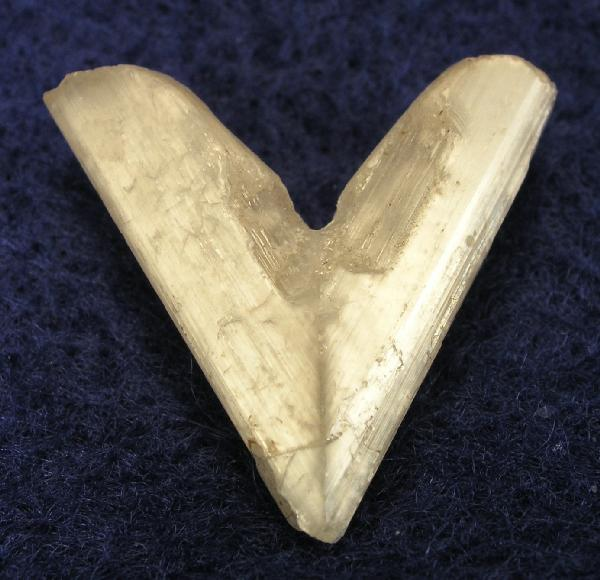
Winkelförmige Zwillinge nach {110}
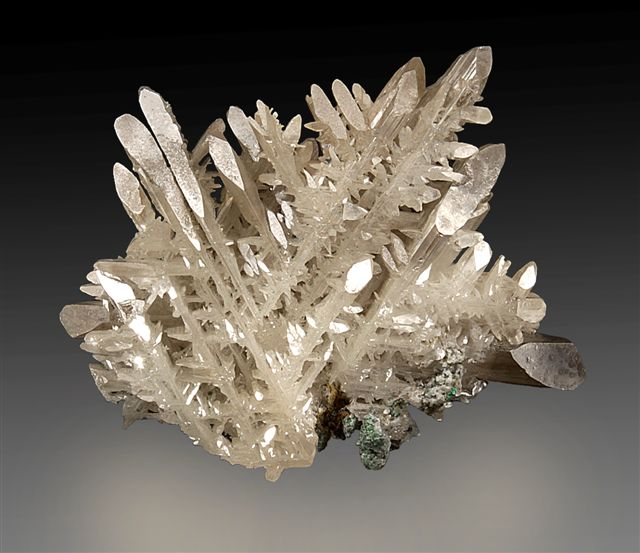
Netzartiges Wachstum aufgrund zyklischer Zwillingsbildung

### Chemische und physikalische Eigenschaften

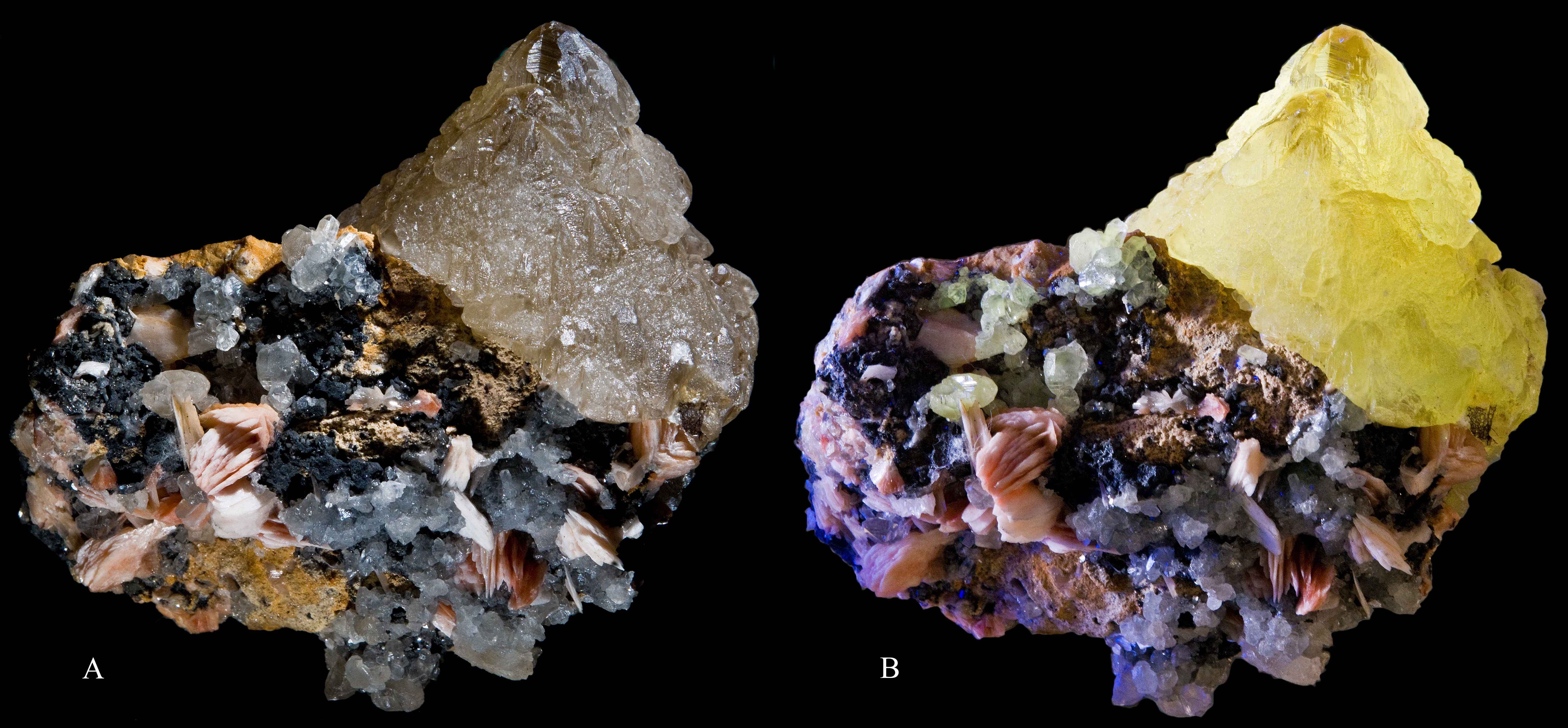
Cerussit im Tageslicht (links) und UV-Licht (rechts)

Cerussit zeigt gelegentlich gelbe Fluoreszenz unter langwelligem UV-Licht sowie unter Kathodenstrahlen. In Salpetersäure löst sich das Mineral brausend unter Abgabe von Kohlendioxid auf.
Vor dem Lötrohr färbt sich das Mineral gelb und zerknistert, auf Kohle als Reduktionsmittel ergibt sich ein Bleibeschlag und es entsteht metallisches Blei.
Cerussit ist unter Normalbedingungen (Temperatur 25 °C, 1 atm, pCO2 = 10−4 atm) stabil. In Salpetersäure löst sich Cerussit unter Aufbrausen auf. Durch Zugabe von Schwefelsäure fällt die Lösung aus.
Gegenüber den chemisch und farblich ähnlichen Mineralen Aragonit (Ca[CO3]) und Strontianit (Sr[CO3]) hat Cerussit eine signifikant höhere Dichte. Auch der sichtbare, lebhafte Diamantglanz, seine hohe Dispersion von 0,055 (B–G) und 0,033–0,050 (C–F), die selbst den dafür bekannten Diamanten (B–G 0,044) übertrifft, sowie seine deutlich höhere Lichtbrechung sind charakteristische Unterscheidungsmerkmale von Cerussit.

### Sicherheitshinweise
Aufgrund des Bleigehaltes und seiner Löslichkeit in Säuren gilt Cerussit als giftig.
Cerussit hat die CAS-Nummer 598-63-0. Er ist als umweltschädigender Gefahrstoff eingestuft, der als Organ- und fruchtschädigend gilt.

## Bildung und Fundorte

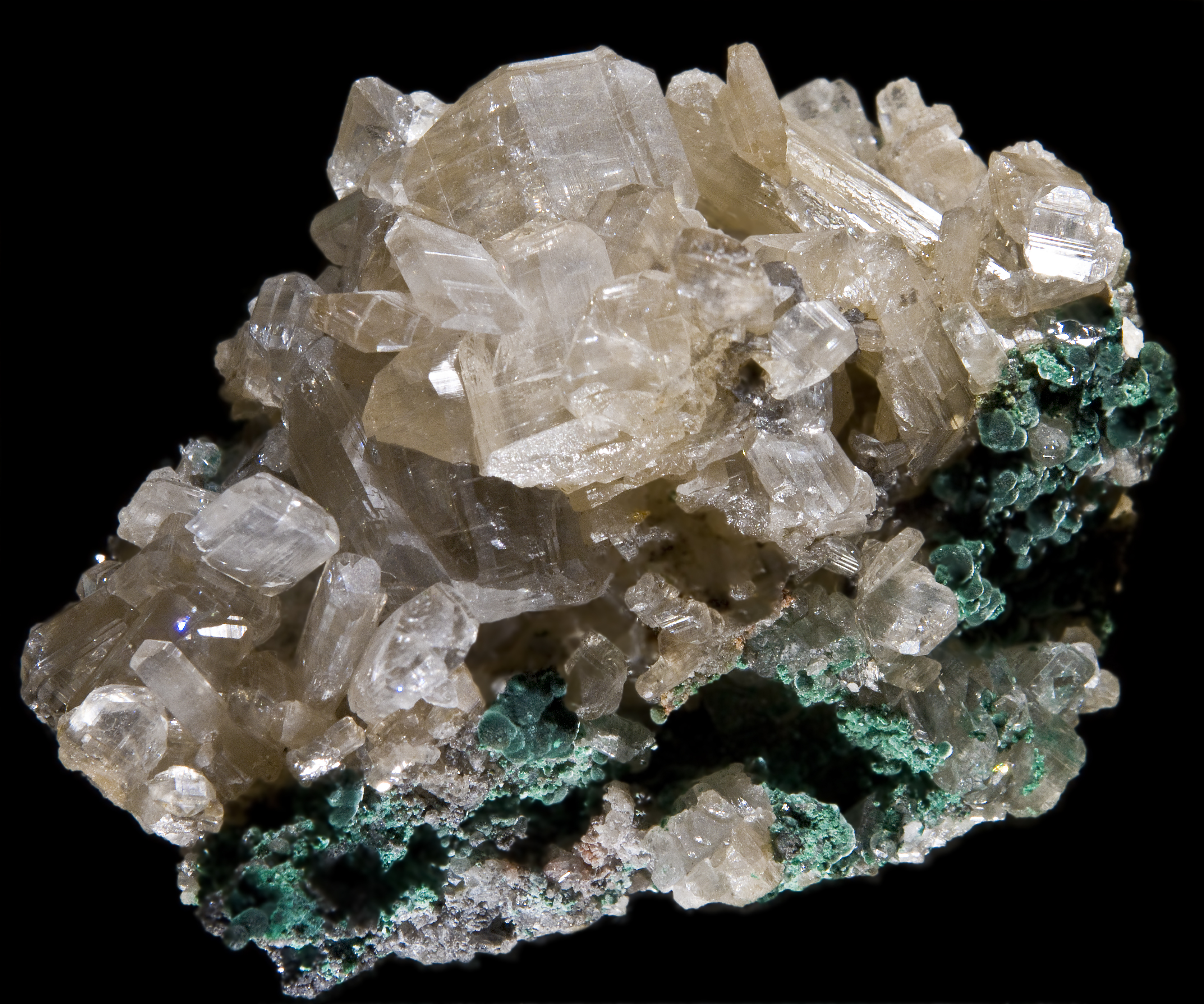
Cerussit auf Malachit aus der Grube Tsumeb West in Namibia (Größe 7 cm × 5 cm)

Cerussit ist ein typisches Mineral in der Oxidationszone von karbonathaltigen Blei-Lagerstätten und entsteht unter anderem aus Galenit (Bleiglanz). Hier tritt es in Gesellschaft mit Mineralien wie Anglesit, Smithsonit, Malachit, Hemimorphit und Pyromorphit auf. Er ist oft mit Limonit oder Galenit vermengt.
In Verbindung mit Letzterem bildet er gerne weißlich-graue bis braune Überzüge, die Bleierde genannt werden. Durch feinverteilten Bleiglanz schwarz gefärbter Cerussit wird Schwarzbleierz genannt.
Weltweit sind bisher (Stand: 2021) über 5300 Fundstätten für Cerussit dokumentiert. Bekannte Fundorte sind unter anderem Broken Hill/New South Wales in Australien, Mechernich/Eifel und Clausthal-Zellerfeld/Harz in Deutschland, Mibladen in Marokko, Tsumeb in Namibia, Kabwe in Sambia, Iglesias in Sardinien, Stříbro in Tschechien, sowie Leadville und Flux Mine/Arizona in den USA.
Bekannte Erzlagerstätten sind unter anderem Leadville in Colorado (USA), Broken Hill in New South Wales (Australien) sowie Mechernich in Nordrhein-Westfalen (Deutschland).

## Verwendung

### Als Rohstoff
Bei Anhäufung unter anderem in sogenannten Konzentrationslagerstätten kann Cerussit lokale Bedeutung als Bleierz erlangen. Bekannte Erzlagerstätten sind unter anderem Leadville in Colorado (USA), Broken Hill in New South Wales (Australien) sowie Mechernich in Nordrhein-Westfalen (Deutschland).

### Als Kosmetika
Seit mindestens 3500 Jahren wird Cerussit aus natürlichen Vorkommen im Neuen Reich des Alten Ägypten zum Aufhellen der Haut Kosmetika beigegeben. Sowohl im Alten Ägypten wie im Antiken Griechenland wurde Cerussit auch synthetisiert, um es unabhängig von Rohstoffvorkommen Kosmetika zugeben zu können. Die Rezeptur wurde bis ins Barock des 17. Jahrhunderts in Europa beibehalten, um „schneeweiße“ Haut zu erzeugen. Rezeptur- und Herstellungsanweisungen aus der Antike liegen nicht (mehr) vor. 
Antike Minen zur Gewinnung silberhaltiger Gangerze Galenit und Cerussit bis zu 125 Meter unter Grund wurden unter anderen im Iran, nahe der parthisch-sassanidischen Befestigung Qale Kujek (rezente Bergbausiedlung Nakhlak) vorangetrieben (in 127 Meter Tiefe liegt der Grundwasserspiegel).

### Als Schmuckstein

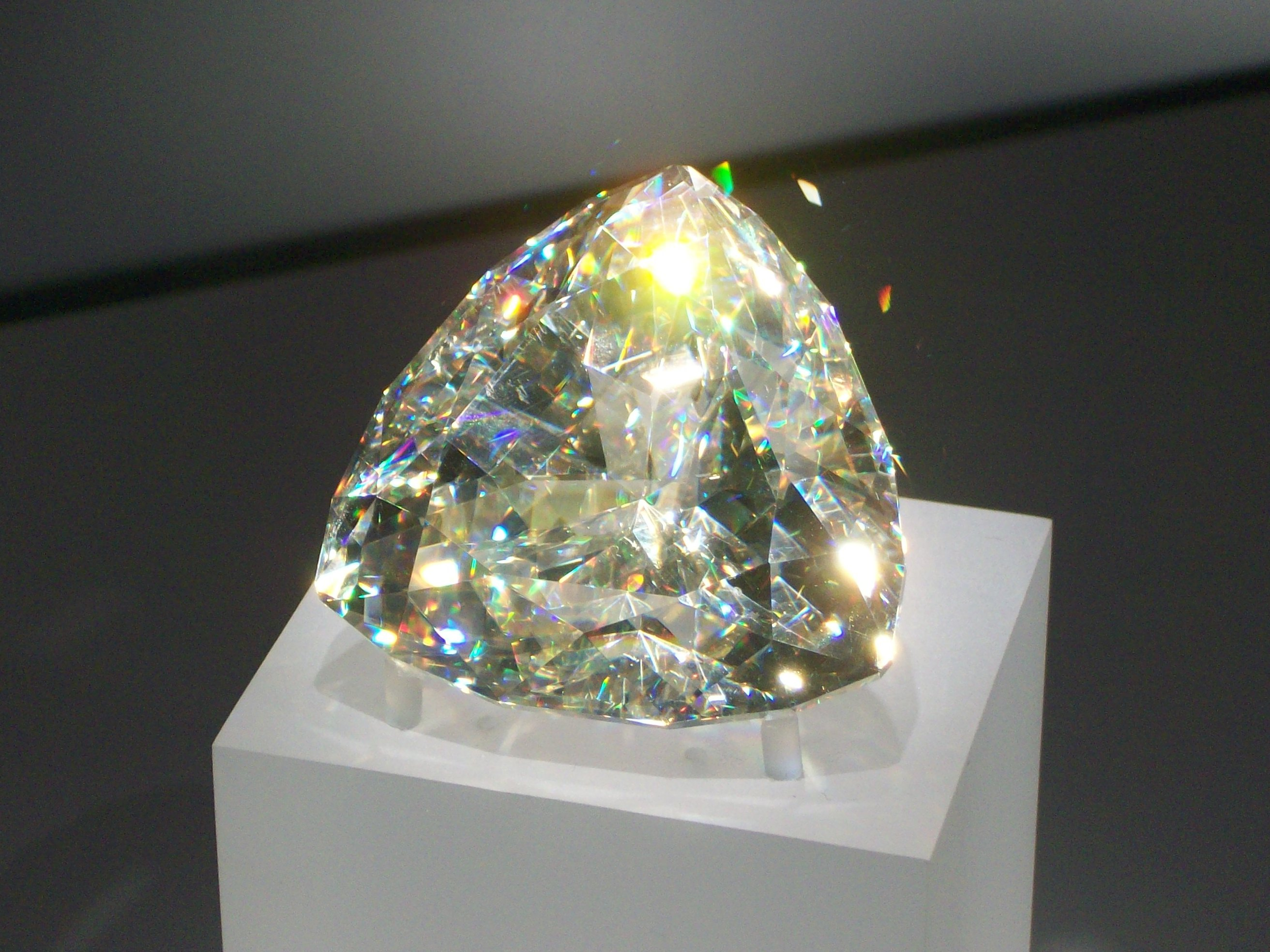
„Light of the Desert“, ausgestellt im Royal Ontario Museum

Für die kommerzielle Verwendung als Schmuckstein ist Cerussit trotz seines extremen Glanzes, seiner selbst im Vergleich zum Diamanten höheren Dispersion und seiner mitunter wasserklaren Varietäten ungeeignet, da er aufgrund seiner geringen Härte und großen Sprödigkeit zum einen schwer zu schleifen ist und zum anderen sehr empfindlich gegenüber Wärmeeinfluss sowie allen Arbeitstechniken zur Schmuckherstellung reagiert. Für Sammler und Museen wird er aber dennoch gelegentlich in verschiedenen Schliffformen angeboten.
Große Bekanntheit erlangte vor allem der als „Light of the Desert“ bezeichnete und mit einem Gewicht von 896 Karat bisher größte geschliffene Cerussit. Der Rohstein wurde in Tsumeb (Namibia) entdeckt, von der Edelsteinschleiferin Maria Atkinson in Sedona (Arizona) in seine jetzige Form gebracht und anschließend als Geschenk des „Louise Hawley Stone Charitable Trust“ dem Royal Ontario Museum in Ontario übergeben.